# Субботин, Павел Васильевич
Павел Васильевич Субботин (17 ноября 1921 — 2 сентября 1975) — командир отделения сапёрного взвода 28-го гвардейского кавалерийского полка (6-я гвардейская кавалерийская дивизия, 3-й гвардейский кавалерийский корпус, конно-механизированная группа, 2-й Белорусский фронт) гвардии старший сержант, участник Великой Отечественной войны, кавалер ордена Славы трёх степеней.

## Биография
Родился 17 ноября 1921 года в деревне Климово (ныне не существует), территория Судиславского района  Костромской области России, в семье крестьянина. Русский. Окончил начальную школу в селе Малышево Судиславского района. Работать начал рано, в колхозе «Новый путь», где председателем был его отец. Трудился на разных работах, пас коров на лошади, был конюхом. В 1938 году окончил курсы колхозных счетоводов в посёлке Судиславль, начал работать в колхозе по приобретённой специальности. Но со счетами в конторе сидел мало, как и раньше, во всех колхозных делах участвовал.
В апреле 1941 года был призван в Красную Армию Судиславским райвоенкоматом. На комиссии попросил направить его в кавалерию. Просьбу удовлетворили, и юноша был зачислен в 56-й кавалерийско-механизированный корпус в городе Армавир (Краснодарский край). Окончил полковую школу, получил специальность регулировщика.
На фронте в Великую Отечественную войну с июня 1941 года. В первый дни войны части корпуса были переброшены на Западный фронт, под город Смоленск. В тяжёлых оборонительных боях Субботин несколько раз попадал в окружение, выходил к своим. С августа 1941 года по март 1942 года воевал в составе 106-го кавалерийского полка 27-й кавалерийской дивизии. Участвовал в обороне Ленинграда. Был ранен, после госпиталя с августа 1942 по март 1943 года был командиром отделения в 6-м отдельном запасном кавалерийском полку (город Татарск Новосибирской области). 
С марта 1943 года – командир сапёрного отделения 28-го гвардейского кавалерийского полка 6-й гвардейской кавалерийской дивизии. В составе этой части прошёл до конца войны. В мае 1943 вместе с другими дивизиями кавкорпуса был переброшен в состав Степного военного округа. В сентябре дивизия в составе Западного фронта вела наступательные бои на Смоленщине, затем принимала участие в освобождении восточных районов Белоруссии. 
В этих боя заслужил первую боевую награду. За быструю подготовку и хорошее устройство под огнём противника командных пунктов полка награждён медалью «За отвагу».
Особенно успешно дивизия действовала в Белорусской наступательной операции летом 1944 года в составе конно-механизированной группы под командованием генерала-лейтенанта Н. С. Осликовского, входившей в 3-й Белорусский а с 14 июля — во 2-й Белорусский фронт. За 36 дней гвардейцы-кавалеристы прошли с боями 770 км, освободили ряд населённых пунктов Белоруссии.
25 июня 1944 года в 10 км западнее посёлка Бугушевск (Сенненский район Витебской области, Белоруссия) гвардии старший сержант Субботин с отделением ворвался в село Ворошилы и завязал уличный бой. Вскоре по приходе основных сил эскадрона село был взято и тем самым перерезана дорога. В этом бою в рукопашной схватке лично сразил 7 гитлеровцев и пленил 4 солдат. Бойцы его отделения подорвали машину с боеприпасами. 29 июня при форсировании реки Березина северо-западнее города Борисов (Минская область, Белоруссия) с отделением своевременно, под огнём противника, разминировал мост и обеспечил переправу эскадронов на правый берег реки.
Приказом по частям 6-й гвардейской кавалерийской дивизии (№ 10/н) от 27 июля 1944 года гвардии старший сержант Субботин Павел Васильевич награждён орденом Славы 3-й степени.
Отважно сражались воины дивизии в составе 2-го Белорусского фронта при освобождении Польши при разгроме группировки противника в Восточной Пруссии. 22 января 1945 года дивизия во взаимодействии с другими соединениями 3-го гвардейского кавалерийского корпуса и 73-й стрелковой дивизии 48-й армии овладела городом Алленштайн.
22 января 1945 года при освобождении города Алленштайн (ныне Ольштын, Польша) гвардии старший сержант Субботин  разминировал несколько минных полей, в уличных боях истребил свыше 10 солдат, 3 взял в плен. 27 января, следуя с 10-м гвардейским кавалерийским полком, в бою за город Вартенбург (ныне Барчево, Польша), разминировал дрогу, сняв 12 противотанковых мин. В бою за город лично уничтожил 6 гитлеровцев. 24 февраля в бою за город Прёйсиш Фридланд (ныне – Дебжно. Польша) со своим отделением разминировал передний обороны, за полтора часа работы обезвредил более 200 мин.
Приказом по войскам 2-го Белорусского фронта (№ 296) от 27 марта 1945 года гвардии старший сержант Субботин Павел Васильевич награждён орденом Славы 2-й степени.
С середины апреля 1945 года вела боевые действия на территории Германии. 
В боях с 27 апреля по 2 мая 1945 года гвардии старший сержант Субботин командовал отделением сапёрной разведки. 27 апреля в районе города Шведт (Германия) во главе отделения под ружейно-пулемётным огнём противника, не ожидая подхода основных сил полка, разминировал и разобрал завал. 29 апреля в 10 км северо-восточнее города Гранзе (Германия) предотвратил взрыв моста, лично извлёк 20 зарядов. Затем ворвался в расположение противника и обратил его в паническое бегство. В схватке уничтожил 5 вражеских солдат.
Завершила свой боевой путь в Великой Отечественной войне на реке Эльба, где 2 мая в районе северо-западнее города Виттенберг встретилась с частями союзных американских войск. В тот же день был ранен выстрелом из засады. В госпитале узнал о последней боевой награде.
Указом Президиума Верховного Совета СССР от 29 июня 1945 года за образцовое выполнение боевых заданий командования на фронте борьбы с немецкими захватчиками и проявленные при этом доблесть и мужество  гвардии старший сержант Субботин Павел Васильевич  награждён орденом Славы 1-й степени. Стал полным кавалером ордена Славы.
В конце ноября 1945 года был демобилизован. 
Вернулся в родную деревню Климово. Работал в колхозе «Боевик», пас скот, был учётчиком, скотником и сторожем на ферме, сельским почтальоном. После войны из-за ранений и контузий были частые припадки похожие на эпилептические. Во время такого приступа помощь вовремя не подоспела. 
Скончался 2 сентября 1975 года Судиславский район Костромской области России. Похоронен на кладбище бывшей деревни Малышево (между деревнями Жарки и Кусенево).

## Награды
- Полный кавалер ордена Славы:
  - орден Славы I степени (29.06.1945)[3];
  - орден Славы II степени (27.03.1945)[4];
  - орден Славы III степени (27.07.1944)[5];
- медали, в том числе:
  - «За отвагу» (21.12.1943)[6]
  - «За оборону Ленинграда» (9.6.1945)
  - «За победу над Германией в Великой Отечественной войне 1941—1945 гг.» (9 мая 1945[7])
  - «20 лет Победы в Великой Отечественной войне 1941—1945 гг.» (7 мая 1965[8])
  - «50 лет Вооружённых Сил СССР» (26 декабря 1967[9])
- Знак «25 лет победы в Великой Отечественной войне» (1970)
- американской наградой «Бронзовая звезда» (05.1945)

## Память
- На могиле установлен надгробный памятник
- Его имя увековечено в Главном Храме Вооружённых сил России, и навсегда запечатлено на мемориале «Дорога памяти»
- Имя Субботина П.В. занесено на памятные доски, размещённые на Монументе Славы на площади Мира в Костроме.